# Aitana Bonmatí i Conca
Aitana Bonmatí i Conca   (Sant Pere de Ribes, 18 de gener de 1998) és una futbolista catalana que juga com a migcampista amb el FC Barcelona de la Lliga F i amb la selecció espanyola. És considerada una de les millors jugadores de futbol del món. En són prova tots els premis que va rebre a conseqüència de la seva temporada 2022-2023: la Pilota d'Or, el The Best, el premi UEFA, l'MVP de la Champions, l'MVP del mundial, el Globe Soccer Award, el premi de la IFFHS a la millor jugadora, el Golden Player Woman i el Laureus —esdevenint la primera futbolista que el guanyà.
Al seu palmarès hi destaquen, entre molts altres títols, tres Champions League (2021, 2023 i 2024), 5 lligues, 6 copes de la reina i 4 Supercopes d'Espanya. Amb la selecció espanyola també ha aconseguit el Mundial de 2023, on va ser nomenada millor jugadora del torneig. A més, també ha guanyat diverses distincions individuals més, com el premi a la millor jugadora de la final de la Champions League de 2021 i de 2024, el premi a la jugadora de la temporada de la Champions League de 2023 i 2024, la Pilota d'or de 2023 i de 2024 i el Premi The Best FIFA de 2023 i de 2024 a la millor jugadora del món.
A més de ser esportista, va cursar el Grau en Ciències de l'Activitat Física i de l'Esport graduant-se el 2021 per la Universitat Ramon Llull i va començar un grau de master en gestió esportiva al Johan Cruyff Institute el setembre de 2022. Als 24 anys va publicar la seva biografia Totes unides fem força, escrita per Cristian Martín, composta de 14 capítols, una referència al dorsal que portava Johan Cruyff i ella mateixa.

## Primers anys
Va néixer el 18 de gener de 1998 a Sant Pere de Ribes, Garraf, tot i que en algunes fonts apareix com a nascuda a Vilanova i la Geltrú, filla de Rosa Bonmatí i Guidonet i Vicent Conca i Ferrús. Els seus pares són professors de llengua i literatura catalanes i li van inculcar l'amor per la lectura des de ben petita.
Els seus pares van participar en el moviment per abandonar l'ordre tradicional espanyol dels cognoms (que situa primer el cognom patern), però no ho van poder fer legalment quan va néixer Bonmatí. Inicialment, la seva mare la va inscriure com a mare soltera, i durant els dos primers anys de vida va ser coneguda com Aitana Bonmatí Guidonet. Durant aquest període, els seus pares van fer campanya i van portar el cas al Parlament per tal de canviar el seu nom, buscant assessorament d'Imma Mayol i d'experts legals per formular una proposta de modificació legislativa.
El maig de 1999, quan Espanya estava a punt de canviar la llei, Rosa Bonmatí va aparèixer al programa Bon dia, Catalunya per defensar públicament la proposta. La llei es va modificar a finals de 1999 i es va ratificar a principis de 2000; Bonmatí va ser una de les primeres persones a Espanya que va poder portar primer el cognom matern i després el patern (Conca).
L'any 2023, Bonmatí va homenatjar els seus pares amb aquestes paraules: «Vau lluitar pel canvi i ho vau aconseguir; porto aquesta lluita i resiliència a la sang.»
El seu pare és valencià i havia format part del partit independentista Moviment de Defensa de la Terra, i, segons diverses fonts, també va ser membre del grup paramilitar independentista català Terra Lliure; va ser detingut i, segons els testimonis, torturat abans dels Jocs Olímpics d'Estiu de 1992 en el marc de l'Operació Garzón.
Absolt en el judici posterior, Conca va formar part del cas pel qual l'Estat espanyol va ser condemnat al Tribunal Europeu de Drets Humans per violació de la Convenció contra la Tortura.
A causa de les opinions marxistes i independentistes catalanes manifestades per la seva família, Bonmatí ha estat objecte de crítiques per part de persones de diversos espectres polítics, inclosos nacionalistes espanyols de dretes i separatistes socialistes.
Va començar a jugar a futbol en equips mixtos al pati de l'escola. Als 7 anys, es va apuntar a l'equip del seu poble, el Club Deportiu Ribes, sent l'única nena de l'equip, i el 2010 va passar al CF Cubelles, on va ser 2 anys. A partir de la temporada 2012/13, a causa d'un canvi reglamentari, va començar a jugar amb noies.

## Carrera de club

### F.C. Barcelona

#### Categories inferiors
El 2012, Bonmatí va fitxar pel Barça per a jugar en el seu equip juvenil i, al cap de dos anys, va passar a formar part del Barça B. Durant el seu pas per la segona divisió, la temporada 2015-16, va jugar un bon nombre de partits ajudant l'equip a guanyar el campionat del grup III de la competició per primera vegada a la història del club, marcant 14 gols. Al final d'aquella temporada va pujar al primer equip sota les ordres de l'entrenador Xavi Llorens.

#### 2016-2018: Inicis al primer equip
Bonmatí va debutar amb el primer equip del FC Barcelona el 18 de juny de 2016 en un partit de quarts de final de la Copa de la Reina que va acabar amb victòria 1-5 davant la Reial Societat. Va entrar al descans substituint Jennifer Hermoso i va realitzar una assistència en el gol de Bárbara Latorre. Va continuar participant en el torneig com suplent, entrant als minuts finals del partit guanyat per les blaugranes per 3-0 a la semifinal contra el Llevant UD. Bonmatí també va participar en la final del torneig contra l'Atlètic de Madrid, substituint a Gemma Gili en el minut 53, en un partit en què les barcelonistes van ser derrotades per 2-3.
Al mes següent, a l'inici de la temporada 2016-17, va formar part de la plantilla que va conquerir la Copa Catalunya, on va jugar i marcar en els dos partits del torneig. La final contra el RCD Espanyol va acabar amb una victòria per 6-0 per al Barça, que va suposar el primer títol absolut de Bonmatí amb el club.
El 6 d'octubre va realitzar el seu debut en la Lliga de Campions als setzens de final contra l'FK Minsk, entrant des de la banqueta a l'últim quart del partit. Bonmatí va anar guanyant minuts durant la seva primera temporada amb el primer equip, fent tretze aparicions, tres de les quals com a titular i marcant 2 goles en el campionat nacional, sent un doblet contra l'Oiartzun KE que va acabar 13-0. Va marcar el quart gol del Barcelona en la final de la Copa de la Reina 2017, una victòria per 4-1 sobre l'Atlètic de Madrid.
En la temporada 2017-2018, Bonmatí va continuar tenint aparicions amb moderació, principalment entrant com a suplent en la Lliga Iberdrola. El seu únic gol de la temporada es va produir en la Lliga de Campions en un partit de Vuitens de final contra l'equip lituà Gintra Universitetas. Va entrar substituint Toni Duggan a la final de la Copa de la Reina 2018 durant la segona part del partit, que va acabar amb victòria blaugrana per la mínima novament davant l'Atlètic de Madrid.

#### 2018 - present: Consolidació

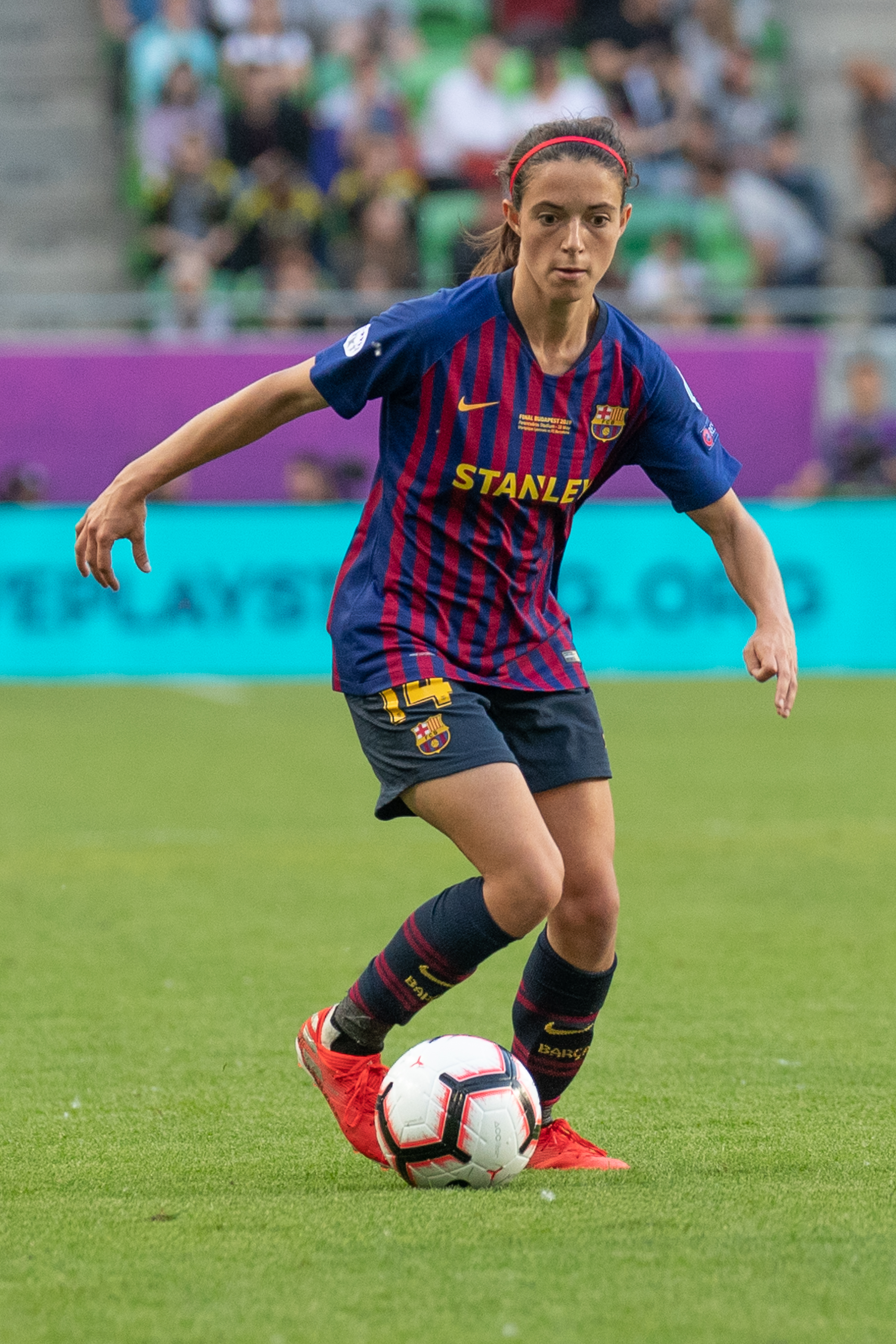
Aitana Bonmatí el 2019.

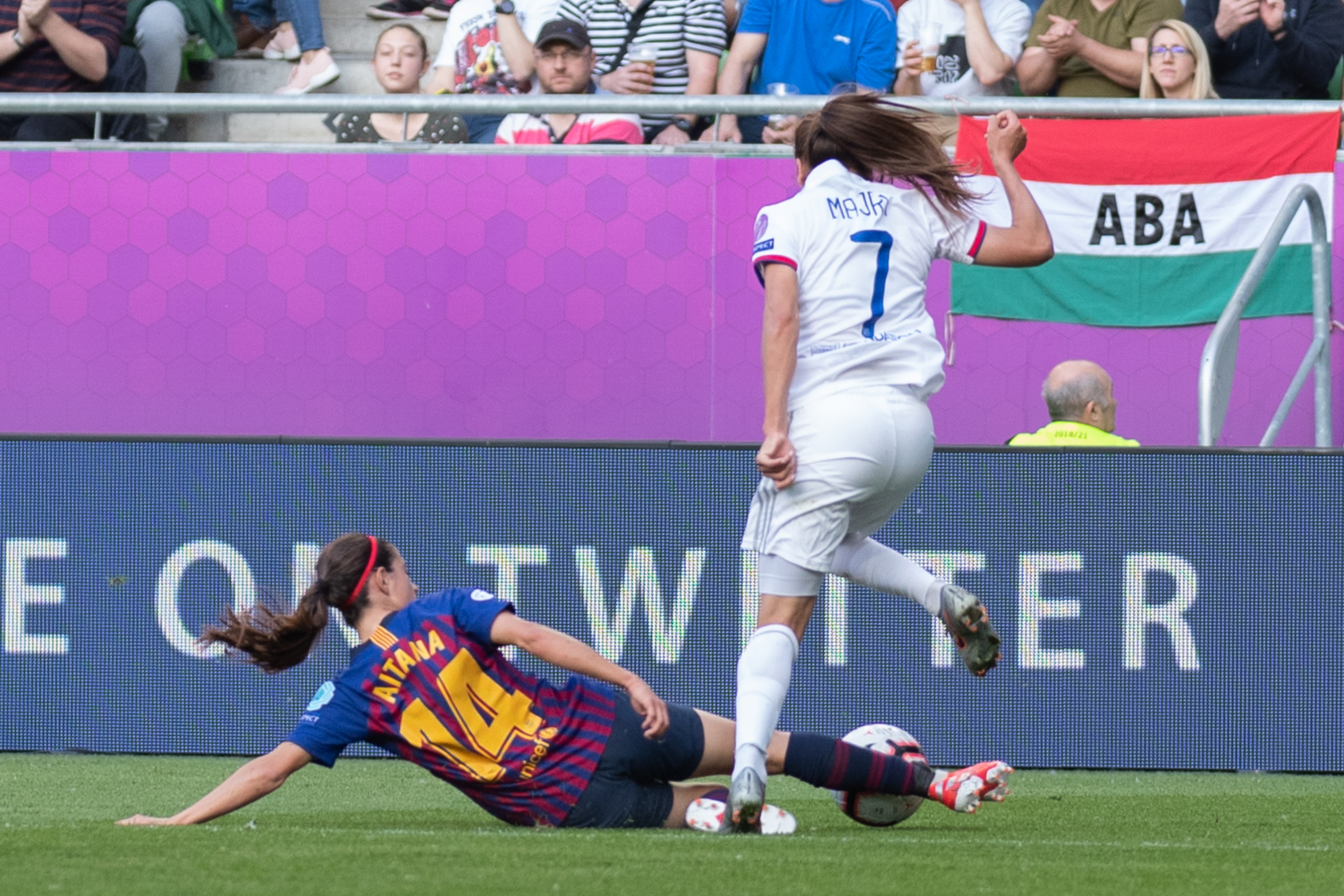
Bonmatí a la final de la Lliga de Campiones 2018-19.

###### Temporada 2018-2019
La temporada 2018-2019 Bonmatí va tenir un paper més protagonista en l'equip blaugrana, entrant en l'onze titular de forma habitual. Va tenir aparicions regulars en la Lliga de Campions d'aquell any, marcant un gol contra el Glasgow City Football Club en la victòria 5-0 als vuitens de final. El Barça es va classificar per disputar la primera final de la història de la secció femenina de futbol del club i de qualsevol equip de la lliga. Bonmatí va formar part de l'onze inicial per jugar la final, que el Barça va perdre 4-1 davant l'Olympique de Lió. Jugadores i staff tècnic han considerat sovint la final perduda a Budapest un punt d'inflexió pels èxits posteriors. Bonmatí va acabar la temporada amb dotze gols en lliga i només es va absentar en 5 partits entre totes les competicions. El 2019 va rebre el premi a la Millor Jugadora de l'Any del futbol català de la temporada 2018-2019, atorgat per la Federació Catalana de Futbol.
Tot i haver rebut diverses ofertes de clubs estrangers, el 22 de maig de 2019, Bonmatí va signar la renovació del seu contracte com a blaugrana per tres temporades més.

###### Temporada 2019-2020
El 2 de gener de 2020, gairebé tres anys i mig després del seu debut, va jugar el seu partit número 100 amb la samarreta del F. C. Barcelona, entrant com a suplent davant el CD Tacón. Després d'un breu període de lesió, va ser substituïda en els dos partits de la Supercopa Femenina 2020, participant de la final que les blaugranes van guanyar 10-1 a la Reial Societat. El maig de 2020 l'equip de Lluís Cortés el Barça es va proclamar campió de la Lliga Iberdrola quan faltaven vuit jornades per disputar a causa a la suspensió de la competició domèstica a causa de la pandèmia de COVID-19. Amb vint-i-un partits disputats sumava dinou victòries i dos empats, amb nou punts més que el segon, l'Atlètic de Madrid. Va ser el primer campionat de lliga de Bonmatí com a jugadora sènior. L'agost, sense ritme de competició, van classificar-se per a les semifinals de la Lliga de Campions eliminant l'Atlètic de Madrid per 1-0, a partit únic i a porta tancada, però van caure eliminades en semifinals enfront del Wolfsburg amb el mateix resultat.

###### Temporada 2020-2021
Al llarg de la temporada 2020-21, Bonmatí va ser essencial a la campanya del triplet continental del Barcelona. Va tenir una de les actuacions més notables de la seva carrera a la final de la Lliga de Campions Femenina de la UEFA, marcant el tercer gol del Barça i sent nomenada MVP de la final. Aquella temporada es va reprendre la fase final de la Copa de la Reina 2019-20, que havia quedat ajornada per causa de la COVID-19. A semifinals va ser l'autora del darrer gol en la golejada per 6-0 al Sevilla FC el 8 d'octubre. En la final contra l'Escuelas de Fútbol de Logroño a l'estadi de La Rosaleda de Màlaga van guanyar per tres gols a zero. Bonmatí va marcar el segon gol del Barça amb una gran jugada individual amb la qual es va guanyar el MVP de la final.
En les semifinals de la Lliga de Campions, Bonmatí va donar una assistència a Jennifer Hermoso que va marcar l'empat 1-1 en el partit d'anada davant el Paris Saint-Germain. El F. C. Barcelona va guanyar el partit de tornada per 2-1, amb Bonmatí titular substituïda al minut 79 per Asisat Oshoala. El 16 de maig de 2021, va començar en l'onze inicial la seva segona final de la Lliga de Campions, aquest cop contra el Chelsea FC. Va marcar el 3-0 al minut 21 aprofitant una assistència d'Alexia Putellas i van guanyar el títol amb una contundent victòria per 4-0. Bonmatí fou escollida millor jugadora de la final. La seva actuació global també va ser votada com la cinquena millor del campionat, i va ser inclosa en l'Equip Ideal de la temporada per primer cop. Bonmatí va ser nominada addicionalment al premi a la Millor Migcampista de l'edició del campionat europeu.
El Barça va aconseguir guanyar el triplet aquella temporada després de conquerir la Copa de la Reina guanyant al Llevant, la Lliga Iberdrola amb 33 victòries de les 34 possibles i l'esmentada Lliga de Campions. El 6 de desembre de 2021 l'IFFHS va fer públic l'equip ideal de l'any que l'incloïa al centre del camp. Al final de desembre va renovar el seu contracte amb el Barça fins al 2025.

###### Temporada 2021-2022
Una temporada més, el Barça es va imposar a la Lliga, la Copa de la Reina i la Supercopa, amb paper destacat de Bonmatí en totes les competicions; però l'equip va patir la decepció de perdre la final de la Lliga de Campions contra l'Olympique de Lió, partit on va ser titular.

###### Temporada 2022-2023
La temporada 2022-2023 es presentava complicada pel Barça per la lesió d'Alèxia Putellas, la vigent doble guanyadora de la Pilota d'Or, que es va lesionar per quasi tota la campanya. Bonmatí va fer un pas endavant i va liderar el Barça a la victòria a la Lliga i a la Supercopa; però no van poder revalidar la Copa, eliminades als despatxos per alineació indeguda després d'haver guanyar el partit per 0-9. En canvi, sí que van aconseguir imposar-se a la Lliga de Campiones, competició on va marcar 5 gols i va donar 8 assistències (el rècord de la competició) i on va ser seleccionada integrant de l'«onze ideal». A més, a l'agost, va ser nomenada millor jugadora de l'any per la UEFA i va formar part de l'equip que va guanyar el Mundial amb la selecció espanyola, competició on també va ser seleccionada com la millor jugadora.

###### Temporada 2023-2024

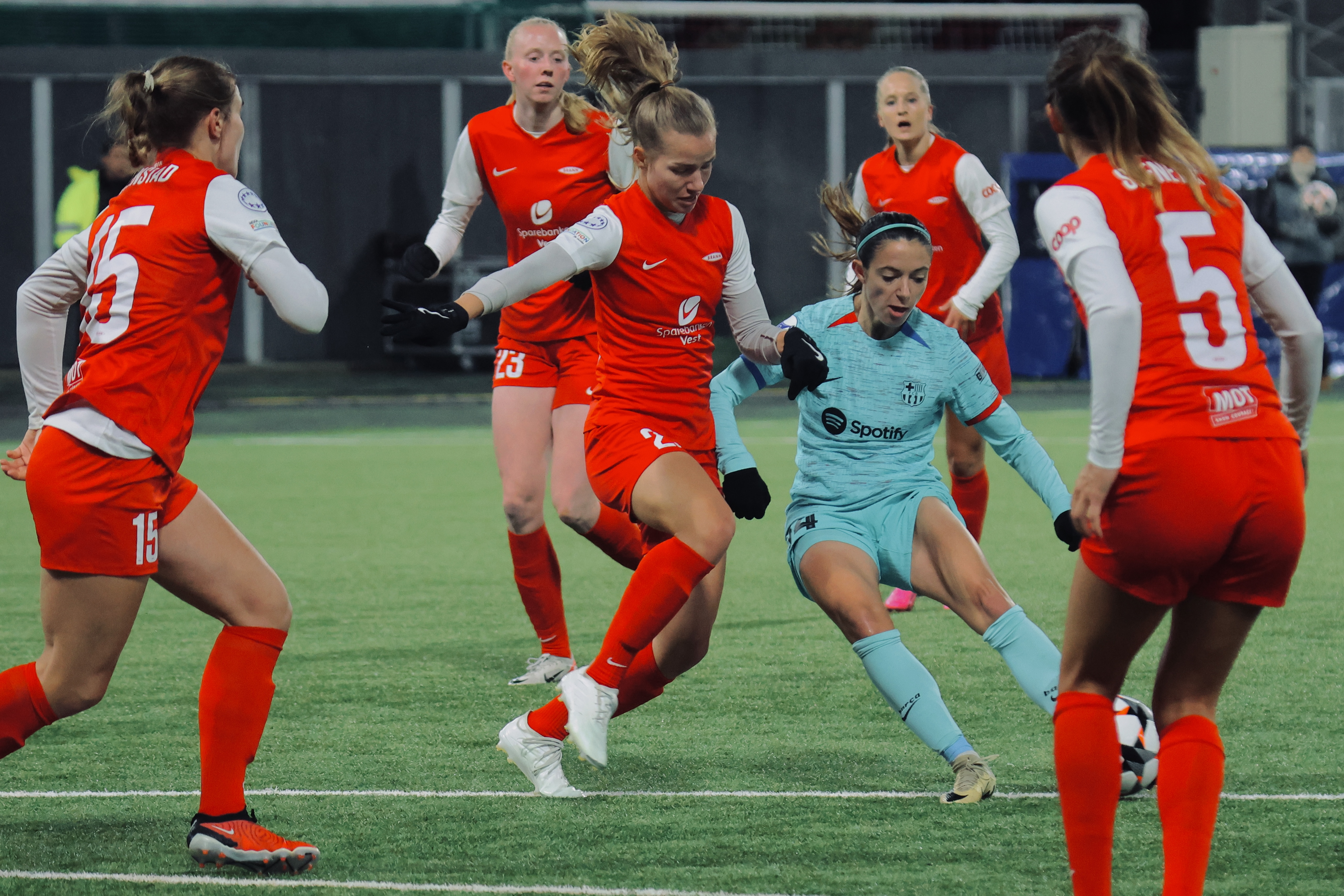
Envoltada de jugadores de l'SK Brann Kvinner en un partit de la Lliga de Campions Femenina de la UEFA 2023–24

Bonmatí va continuar rebent premis i reconeixements per la temporada anterior. A l'octubre, va rebre la Pilota d'Or a la millor jugadora del món. Al mes de gener va ser escollida millor jugadora del món a la prestigiosa llista de les 100 millors jugadores de The Guardian i va guanyar el Premi The Best FIFA. A l'abril també va rebre el premi Laureus a la millor esportista.
A nivell de club, es va imposar amb el Barça a totes les competicions que va disputar: Supercopa, Copa, Lliga i Lliga de Campions, on va ser l'autora del primer gol de la final i on va ser proclamada millor jugadora del partit. A més, també seria nomenada la millor jugadora de la Lliga de Campions i integraria l'equip ideal de la competició, repetint la nominació de l'any anterior en les dues categories.

## Carrera internacional
Ha jugat en totes les categories de la selecció espanyola. Va ser membre de la selecció sub-17 que va guanyar l'Eurocopa del 2015, de la mateixa manera que també amb la selecció sub-19 guanyant l'Eurocopa 2017. L'any 2018 queda subcampiona al Mundial sub-20 on marca un gol al torneig. Amb la selecció catalana ha sigut internacional en dos partits, marcant un gol al darrer partit jugat el 2017.
El novembre de 2017, l'entrenador Jorge Vilda la va incloure en la seva primera convocatòria per la selecció absoluta d'Espanya per disputar dos partits de classificació per a la Copa Mundial de França de 2019. El seu debut es va produir el 28 de novembre en un partit contra la selecció austríaca, entrant des de la banqueta al minut 77 en substitució d'Amanda Sampedro.
Posteriorment, va formar part de la selecció espanyola al Mundial 2019 i al Mundial 2023, on va guanyar la Pilota d'Or com a millor jugadora del torneig després d'imposar-se a la final.

### Copa del Món de 2023
El 25 de novembre de 2021, Bonmatí va marcar dos gols en una victòria per 12-0 contra les Illes Fèroe en un partit de classificació per al Mundial de 2023. Cinc dies després, en va marcar dos més contra Escòcia.
Consolidada en la selecció, Bonmatí va ser una de les quinze jugadores anomenades Las 15 per la premsa que el setembre de 2022 van enviar un email a la RFEF demanant no ser convocades al·legant motius de salut, aconsellades per advocats. De les 15 jugadores, Bonmatí va ser una de les que es va mostrar més oberta a dialogar amb la selecció a partir de març de 2023. Després d'algunes millores que no es van detallar, Bonmatí va ser una de les vuit jugadores entre les 15 que va manifestar la seva voluntat de tornar a la selecció i va formar part de la convocatòria del mundial, juntament amb Mariona Caldentey i Ona Batlle.
En el partit inaugural d'Espanya al Mundial 2023, va marcar el segon gol de les espanyoles en una victòria per 3-0 sobre Costa Rica. Bonmatí va marcar dos gols i va donar dues assistències en la golejada per 5-1 d'Espanya a Suïssa per assolir els quarts de final.
Després de la victòria per 1-0 d'Espanya sobre Anglaterra en la final, Bonmatí va ser nomenada millor jugadora del torneig i va rebre la Pilota d'Or durant el lliurament de premis al final del torneig.

### Després de la Copa del Món
El 28 de febrer de 2024, va obrir el marcador en una victòria per 2–0 davant França a la final de la Lliga de Nacions 2023-24 que suposava el segon títol internacional de la selecció absoluta espanyola.

## Estadístiques

### Club
Actualitzat a l'últim partit jugat el 3 de juny de 2023.
| Club          | Temporada     | Lliga           | Lliga   | Lliga | Copa    | Copa | Supercopa | Supercopa | Lliga de Campions | Lliga de Campions | Copa Catalunya | Copa Catalunya | Total   | Total |
| Club          | Temporada     | Divisió         | Partits | Gols  | Partits | Gols | Partits   | Gols      | Partits           | Gols              | Partits        | Gols           | Partits | Gols  |
| ------------- | ------------- | --------------- | ------- | ----- | ------- | ---- | --------- | --------- | ----------------- | ----------------- | -------------- | -------------- | ------- | ----- |
| FC Barcelona  | 2016-17       | Primera Divisió | 13      | 2     | -       | -    | -         | -         | 3                 | 0                 | 2              | 1              | 18      | 3     |
| FC Barcelona  | 2017-18       | Primera Divisió | 15      | 0     | 4       | 0    | -         | -         | 4                 | 1                 | 2              | 0              | 25      | 1     |
| FC Barcelona  | 2018-19       | Primera Divisió | 27      | 12    | 3       | 0    | -         | -         | 8                 | 1                 | 0              | -              | 38      | 13    |
| FC Barcelona  | 2019-20       | Primera Divisió | 20      | 5     | 4       | 0    | 2         | 0         | 4                 | 2                 | 2              | 1              | 30      | 8     |
| FC Barcelona  | 2020-21       | Primera Divisió | 31      | 10    | 5       | 2    | 1         | 0         | 11                | 3                 | -              | -              | 47      | 15    |
| FC Barcelona  | 2021-22       | Primera Divisió | 25      | 13    | 4       | 0    | -         | -         | 10                | 5                 | -              | -              | 39      | 18    |
| FC Barcelona  | 2022-23       | Primera Divisió | 23      | 10    | 1       | 2    | 2         | 2         | 11                | 5                 | -              | -              | 37      | 19    |
| FC Barcelona  | 2023-24       | Primera Divisió | 24      | 8     | 4       | 4    | 2         | 1         | 11                | 6                 | -              | -              | 41      | 19    |
| Total carrera | Total carrera | Total carrera   | 177     | 59    | 25      | 8    | 7         | 3         | 62                | 23                | 6              | 2              | 278     | 95    |

### Internacional
Actualitzat a l'últim partit jugat el 9 d'agost de 2024
| Selecció | Any   | Partits | Gols |
| -------- | ----- | ------- | ---- |
| Espanya  | 2017  | 1       | 0    |
| Espanya  | 2018  | 6       | 0    |
| Espanya  | 2019  | 12      | 4    |
| Espanya  | 2020  | 5       | 3    |
| Espanya  | 2021  | 11      | 7    |
| Espanya  | 2022  | 11      | 2    |
| Espanya  | 2023  | 14      | 5    |
| Espanya  | 2024  | 11      | 5    |
| Total    | Total | 71      | 26   |

## Palmarès

### Clubs
- 5 Lligues espanyoles de futbol femení: 2019-20, 2020-21, 2021-22, 2022-23, 2023-24
- 3 Lligues de Campiones: 2020-2021, 2022-2023, 2023-2024
- 4 Copes Catalunya de futbol femenina: 2016-17, 2017-18, 2018-19, 2019-20
- 6 Copes espanyoles de futbol femenina: 2016-17, 2017-18, 2019-20, 2020-21, 2021-22, 2023-24
- 4 Supercopes d'Espanya de futbol femenina: 2019-20, 2021-22, 2022-23, 2023-24

### Selecció espanyola
- 1 Eurocopa Femenina de Futbol sub-17 de la UEFA: 2015
- 1 Eurocopa Femenina de Futbol sub-19 de la UEFA: 2017
- 1 Copa del Món Femenina de Futbol: 2023
- 1 Lliga de Nacions: 2023-24

### Distincions individuals

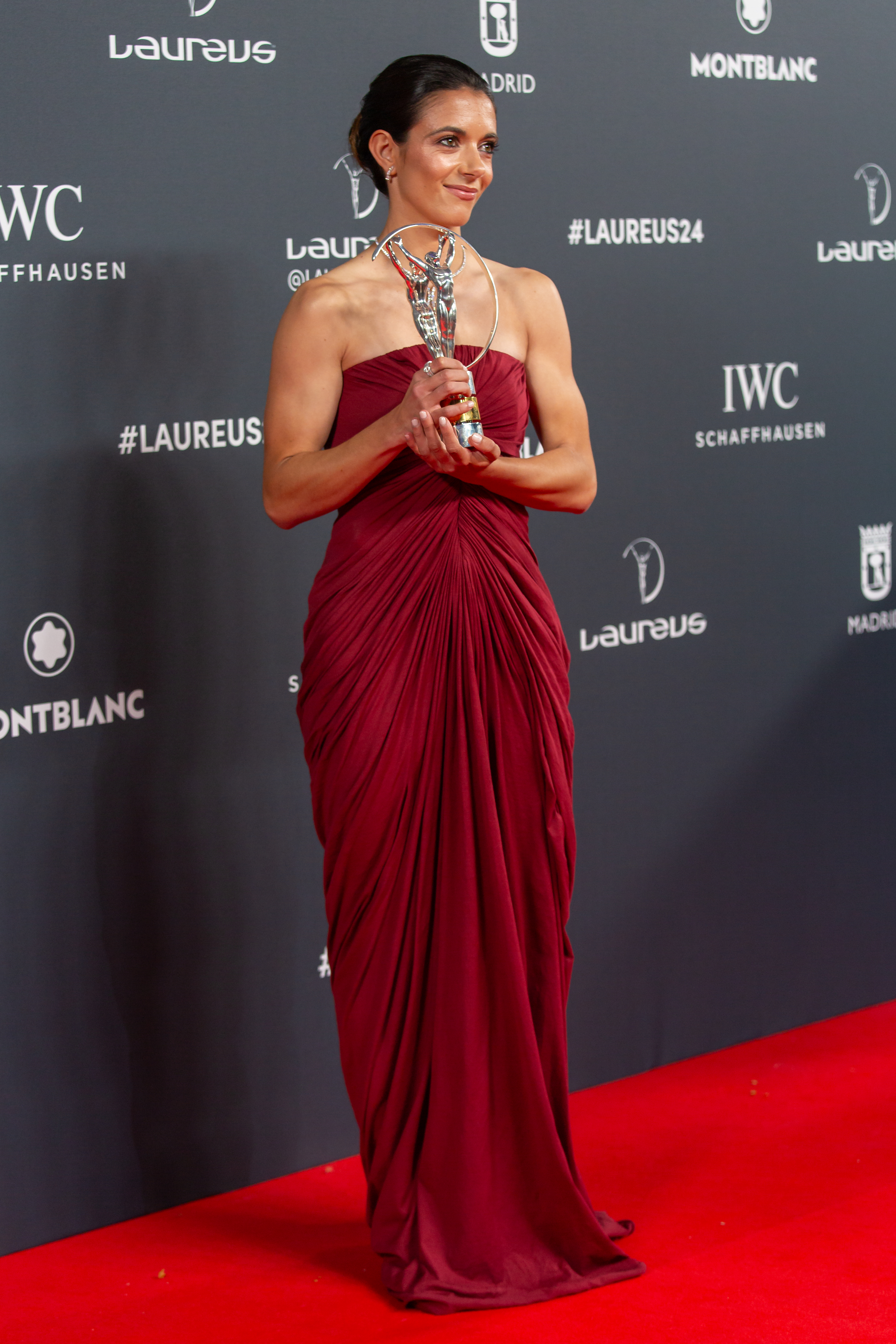
Aitana amb el seu Premi Laureus a la millor esportista femenina internacional de l'any de 2024.

| Distinció                                                                                         | Any                  |
| ------------------------------------------------------------------------------------------------- | -------------------- |
| Millor Jugadora Catalana de l'any                                                                 | 2019, 2023           |
| Jugadora Més Valuosa de la final de la Copa de la Reina                                           | 2020                 |
| Jugadora Més Valuosa de la final de la Lliga de Campions                                          | 2021, 2024           |
| Equip ideal de la Lliga de Campions                                                               | 2021, 2022 2023 2024 |
| Segona millor migcampista de Lliga de Campions                                                    | 2021                 |
| Inclosa a l'equip ideal de l'any de la Federació Internacional d'Història i Estadística de Futbol | 2021, 2022, 2023     |
| Millor jugadora de la Lliga de Campions                                                           | 2023 2024            |
| Premi a la Millor Jugadora d'Europa de la UEFA                                                    | 2023                 |
| Pilota d'Or                                                                                       | 2023, 2024           |
| Premi The Best FIFA                                                                               | 2023, 2024           |
| Premi a la millor esportista catalana de l'any                                                    | 2023                 |
| Premi Laureus a la millor esportista femenina internacional de l'any                              | 2024                 |

## Premis i reconeixements
- 2023 - Bonmatí va ser inclosa en el llistat anual 100 Women que publica la BBC. La corporació va destacar el seu discurs en favor de l'equiparació entre homes i dones en el món del futbol.[131]
- 2023 - 37è Premi Internacional Joan B. Cendrós, concedit per Òmnium Cultural per la tasca feta en la internacionalització de la llengua catalana.[132]
- 2024 - Creu de Sant Jordi.[133]
- 2025 - Va formar part de la llista de les 100 dones més influents de Catalunya del 2025 segons la revista Forbes.[134]